# Crédin
Crédin (Kerzhin trong tiếng Bretagne) là một xã ở tỉnh Morbihan trong vùng Bretagne tây bắc Pháp. Xã này có diện tích 33,74 km², dân số năm 1999 là 1368 người. Khu vực này có độ cao từ 52-139 mét trên mực nước biển.
Cư dân của Crédin danh xưng trong tiếng Pháp là Crédinois.